# Jorge Iván Soto
Jorge Soto (Pereira, Colombia, 2 de agosto de 1993) es un futbolista colombiano que juega como portero y actualmente milita en el América de Cali de la Categoría Primera A.

## Clubes
| Club            | País      | Año           |
| --------------- | --------- | ------------- |
| Midland         | Argentina | 2014          |
| Deportivo Pasto | Colombia  | 2015          |
| Universitario   | Panamá    | 2016          |
| Llaneros        | Colombia  | 2017-2018     |
| Leones          | Colombia  | 2019          |
| Envigado F. C.  | Colombia  | 2020          |
| Jaguares FC     | Colombia  | 2021-2023     |
| América de Cali | Colombia  | 2023-presente |

- Datos: Q21573388